# Villa Durazzo-Pallavicini
La villa Durazzo-Pallavicini est une grande demeure historique située à Pegli, quartier résidentiel à l'ouest de la ville de Gênes. L’édifice, aujourd’hui propriété de la ville de Gênes, abrite le musée d'Archéologie ligure et est entouré d’un parc de près de dix hectares qui compte parmi les principaux jardins historiques d’Europe, intégrant le jardin botanique Clelia Durazzo Grimaldi. L’accès à cet ensemble se situe à proximité de la gare de Pegli.
Dans leur état actuel, ce parc et sa villa datent du milieu du XIXe siècle, mais remontent à un palais du XVIIe siècle qui a appartenu à la famille Grimaldi. Les Durazzo et les Pallavicini, deux autres grandes familles apparentées, ont été associées à l’histoire de cette propriété. En 2017, ce jardin a été qualifié de « plus beau parc d’Italie » .

## Histoire

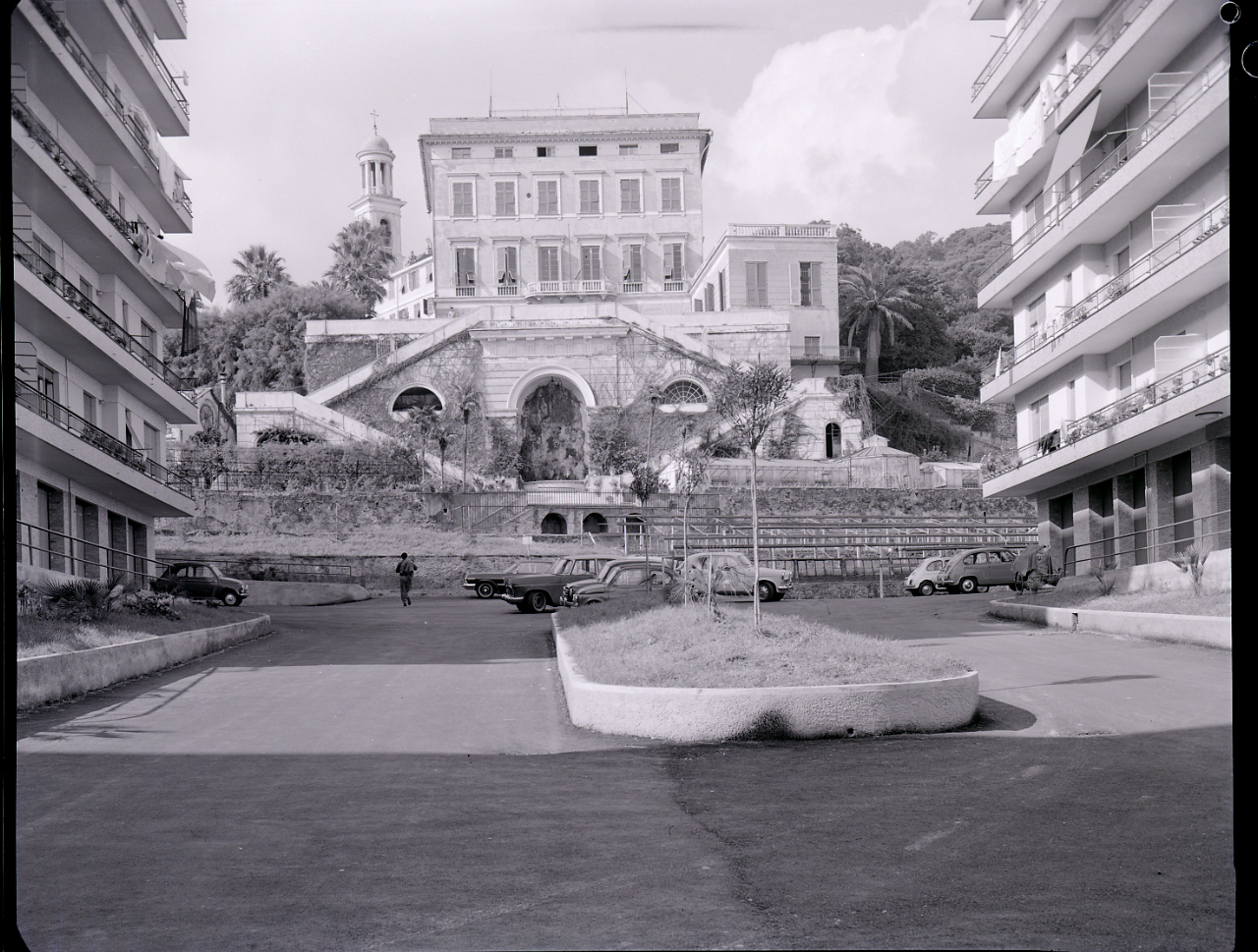
La villa au pied de laquelle s'étend le jardin botanique, photographie de Paolo Monti, 1963

L’ensemble constitué par le parc et la maison de maître a été réalisé entre 1840 et 1846 pour un neveu de la marquise Clelia Durazzo, Ignazio Alessandro Pallavicini, qui a confié la conception et l’exécution des travaux a Michele Canzio (1787-1868), scénographe du théâtre Carlo-Felice à Gênes et professeur à l’Accademia ligustica di belle arti.

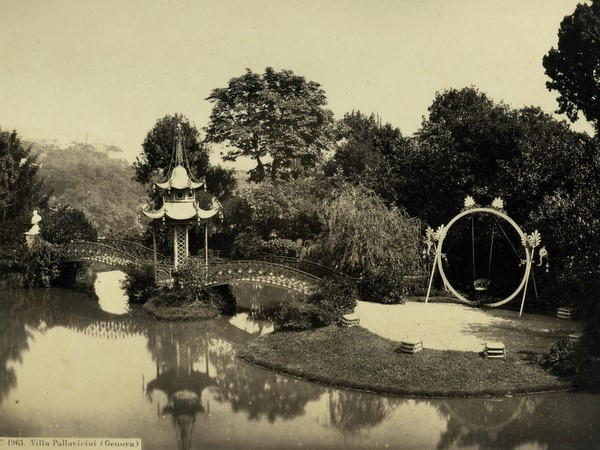
Le parc de la villa, photographie de Giorgio Sommer, vers 1880

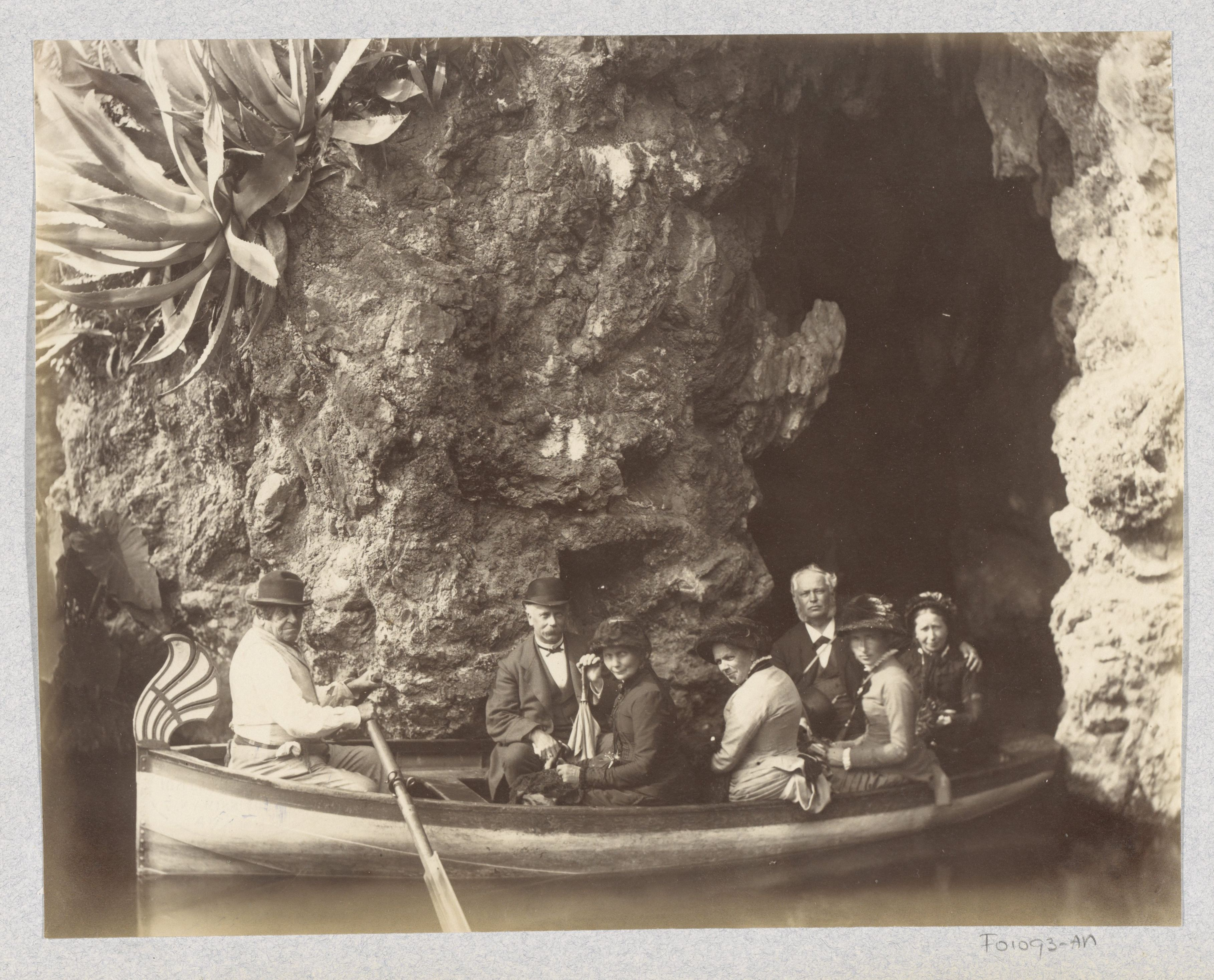
Groupe de touristes dans la grotte de la villa, photographie de Celestino Degoix, vers 1880.

L’inauguration des lieux a été célébrée à l’occasion du 8e Congrès des sciences italiennes, auquel participent alors de nombreux savants botanistes invités par le marquis Pallavicini.
La villa, de style néoclassique, se trouve en position dominante sur la colline de Saint-Martin, en amont de Pegli, et résulte de la transformation d’un palais résidentiel du XVIIe siècle qui a appartenu à Giovanni Battista Grimaldi, doge de la république de Gênes de 1752 à 1754. Par héritage, cette propriété passe à d'autres membres de la famille Grimaldi. Un neveu, Giuseppe, fils également d’un doge, Pier Francesco Grimaldi, épouse Clelia Durazzo, botaniste de réputation internationale issue elle aussi d’une famille génoise illustre. En 1794, elle fait établir un jardin botanique qui porte son nom. Giuseppe Grimaldi meurt en 1820 et Clelia Durazzo, en 1837. Les époux Grimaldi n'ayant pas eu d’enfant, la succession s'avère difficile. En 1840, ce domaine tombe entre les mains d'Ignazio Alessandro Pallavicini, lointain neveu de la marquise,.

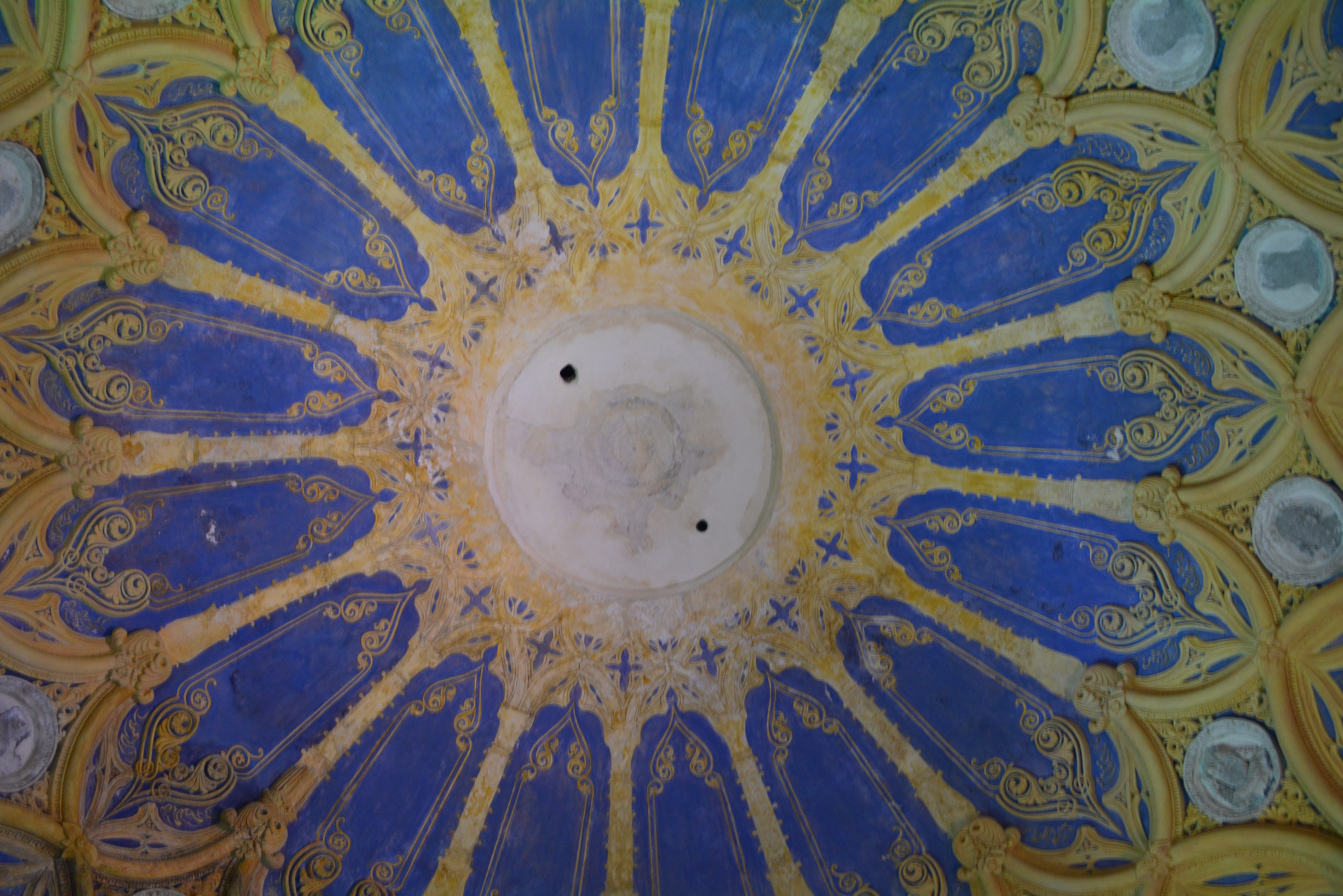
Château du Capitaine, plafond peint du salon à l'étage

Le complexe architectural de la villa Durazzo-Pallavicini n'est pas un simple développement de la résidence aristocratique suburbaine, séjour luxueux et exclusif de familles patriciennes. Ignazio Pallavicini a voulu une reformulation complète dans le goût de l’époque, de style néoclassique influencé par le romantisme. Elle s’inscrit dans le contexte de la rénovation urbaine de Pegli, station de villégiature qui, grâce à la construction de la voie ferrée Gênes-Vintimille, devient un centre touristique de renommée européenne. Ce parc romantique, d'emblée ouvert au public (à la grande différence des jardins patriciens strictement privés), devient rapidement un haut-lieu d'excursion, recherché par des milliers de visiteurs annuels,,,.
Après la mort d'Ignazio Pallavicini, en 1871, la villa passe à sa fille Theresa, épouse de Marcello Durazzo, tous deux derniers descendants de leur lignée, puis à leur neveu, Giacomo Filippo Durazzo Pallavicini. Ce dernier obtient le droit de porter ce double nom, qui qualifie désormais la maison. Il meurt en 1921. Sa veuve, Matilde Giustiniani, donne en 1928 le domaine à la commune de Gênes, la chargeant de conserver un usage culturel à la maison et de maintenir le parc ouvert au public. Dès 1936, le palais abrite le musée d’archéologie ligure,,,.
Dans les années 1960, le parc subit de gros dommages en raison du percement de la galerie souterraine de l’autoroute. Ces travaux provoquent la fermeture des lieux, qui se prolonge jusqu’à la fin des années 1980. Après de longs travaux de restauration, le parc peut enfin rouvrir au public en 1992,.
De nouvelles restaurations, commencées en 2014, restreignent à nouveau l’accès public. Le parc est définitivement rouvert en septembre 2016.

## Description

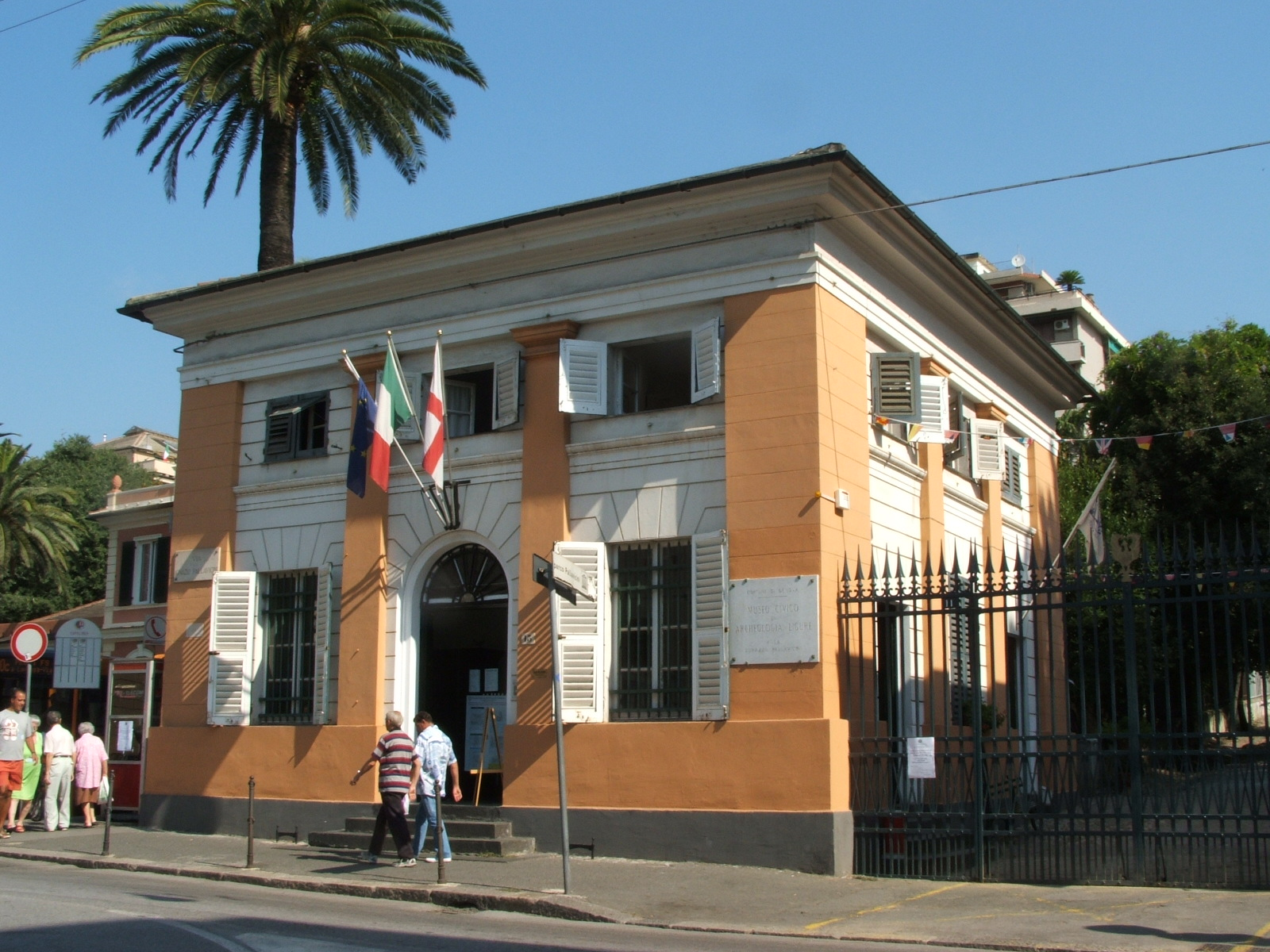
Pavillon d'entrée au parc sur la via Ignazio Pallavicini

La villa domine la colline Saint-Martin et est raccordée aux jardins environnants par un complexe scénographique de terrasses et escaliers monumentaux. Le projet de restructuration du palais et l’aménagement du parc ont été confiés à Michele Canzio, qui fut aussi le directeur des travaux. En revanche, c’est l’architecte Angelo Scaniglia qui a été chargé de la construction de l’allée d’accès surélevée, offrant un cheminement commode pour relier le vieux palais Grimaldi au centre de Pegli.
En 1857, à l'occasion de la construction du chemin de fer et de la gare adjacente, une partie de l’allée est devenue voie publique ; c’est de cette époque que date la réalisation de l’accès actuel. Deux pavillons jumeaux marquent l'entrée, à partir de laquelle l’allée surélevée, flanquée de chênes verts, s’élève (en passant au-dessus des voies ferrées), jusqu’à la maison de maître,.

### Villa

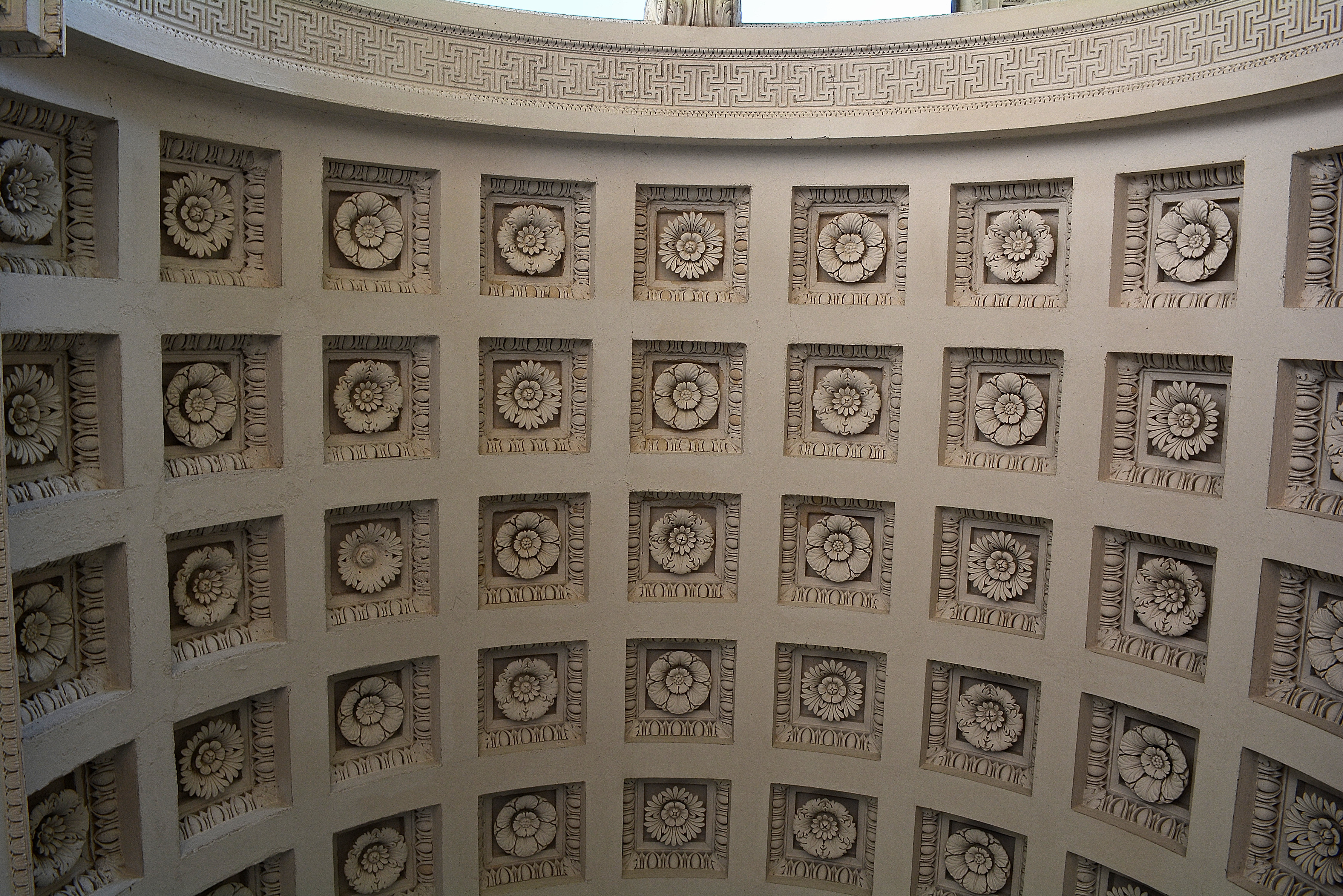
Voûte de l'arc de triomphe

L’édifice, de forme presque cubique, présente sa façade principale au levant. Il dominait à l'origine la plaine environnante, mais, à partir de la fin de la seconde guerre mondiale, le territoire s'est fortement urbanisé et désormais de grands immeubles locatifs ont pris la place des anciens jardins et vergers d’agrumes, soustrayant en partie cette résidence à la vue.
Le bâtiment est organisé sur quatre étages, avec une grande terrasse panoramique précédant l’entrée. Les espaces intérieurs se réfèrent eux aussi au répertoire néoclassique, voire au goût du XVIIe siècle, notamment avec l'ornementation en stuc et tempera de la « salle verte ». Les décors peints sont dus au même Michele Canzio et à Giuseppe Isola ; ils ont été partiellement détruits en 1869 lors de l’écroulement du plafond. La fresque du salon, à l’étage noble, date de la fin du XIXe siècle,.

### Parc

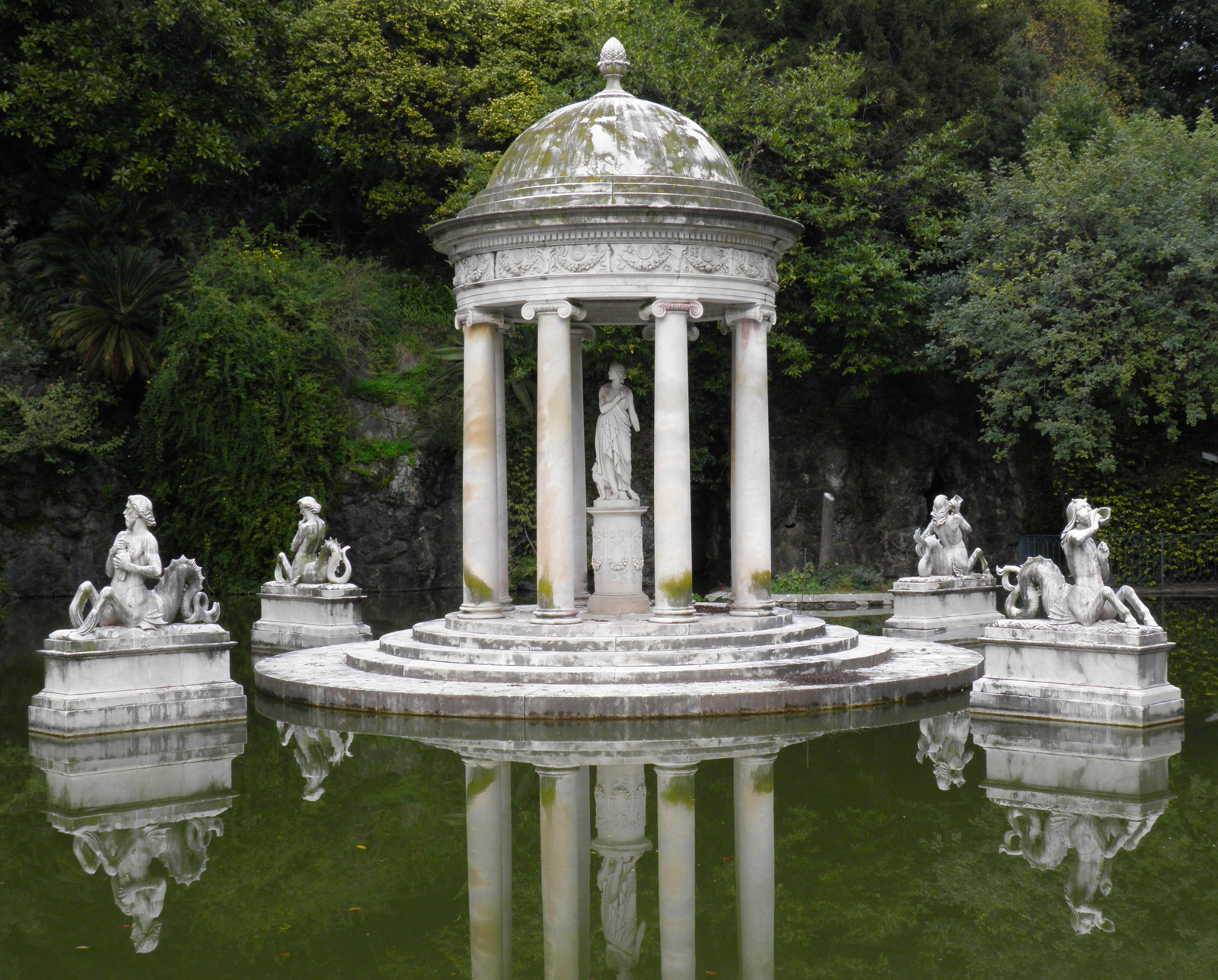
Pavillon monoptère de Diane, au milieu du Grand Lac

Le parc imaginé par Michele Canzio a été établi à partir de 1840 et les travaux se sont prolongés encore un certain temps après l’inauguration de 1846. Traduisant les plus hautes ambitions du jardin romantique du XIXe siècle, le parc est compris comme une représentation théâtrale qui, à travers un ensemble de mises en scène, dessine un parcours narratif en trois actes riches de significations symboliques et allégoriques. L’action se déroule le long de sentiers sinueux, ornés de fabriques néoclassiques, néogothiques ou rustiques, de palmiers, de plantes exotiques, de chênes-lièges et de lauriers, destinés à susciter, chez le visiteur, des sentiments variés et contrastés,. En effet, le metteur en scène, familier de l'illusion théâtrale, mise sur la surprise, et répond ainsi au vœu de Carmontelle, qui écrit:
« transposons dans nos jardins les changements de scène des opéras, faisons-y voir, en réalité, ce que les plus habiles peintres pourraient y offrir en décorations ».
Philippe Junod insiste aussi sur la dimension ludique du parcours. Dans le secteur des « jeux mécaniques », le visiteur s'amuse d'un carrousel, d'une grande roue (mus tous deux par un opérateur caché en sous-sol), et rencontre plus loin une balançoire chinoise dotée d'un dispositif pouvant arroser successivement acteurs et spectateurs.
« Cette référence aux jeux d'eau, courants dans les parcs maniéristes, de villa Lante à Hellbrunn, confère à l'ensemble une dimension supplémentaire, celle d'un historicisme spécifiquement jardinier, et se situe dans la généalogie des ancêtres du parc d'attractions ».
Le parc comprend de nombreuses plantes rares et d'arbres particulièrement majestueux, tels que  Araucaria bidwilli, Cedrus libani, Cinnamomum camphora, Jubaea chilensis, Notelaea excelsa, Firmiana simplex, Quercus suber, Podocarpus macrophillus, de nombreux palmiers et une collection extraordinaire de quelque 160 Camellia japonica.
Le parcours imaginé par Canzio débute sur la terrasse de la villa et frôle la chapelle néogothique flanquant cet édifice. Puis une allée tortueuse dans les chênes-verts et les lauriers mène au « coffee house », petit édifice néoclassique orné d’un portique et de quatre statues dues à Carlo Rubatto, illustrant Hébé, Flore, Léda et Pomone. Au bout du chemin se trouve un « Arc de triomphe » orné de statues de G. B. Cevasco, qui marque la fin du prologue et introduit la zone du premier acte, centré sur la Nature. Une inscription latine sur l’arc avertit le visiteur qu’il passe d’un environnement citadin à la tranquillité de la forêt, l’invitant à abandonner ses préoccupations quotidiennes pour jouir des joies simples de la campagne. En effet, l'arc de triomphe affiche, sur sa face arrière, une rude maçonnerie en pierres apparentes annonçant le modeste ermitage voisin, à travers lequel on passe pour découvrir, plus loin, l’une des plus anciennes collections italiennes de camélias. Leur floraison, au printemps, est spectaculaire,,.
Cette collection, élément incontournable des jardins du XIXe siècle, comprend de nombreux cultivars provenant du monde entier, qui ont acquis au fil des années des dimensions très imposantes. Ils ont en effet été plantés vers 1856-1877 sous la supervision de Carlo Moroni, jardinier en chef, considéré comme l’un des meilleurs spécialistes de ce genre.

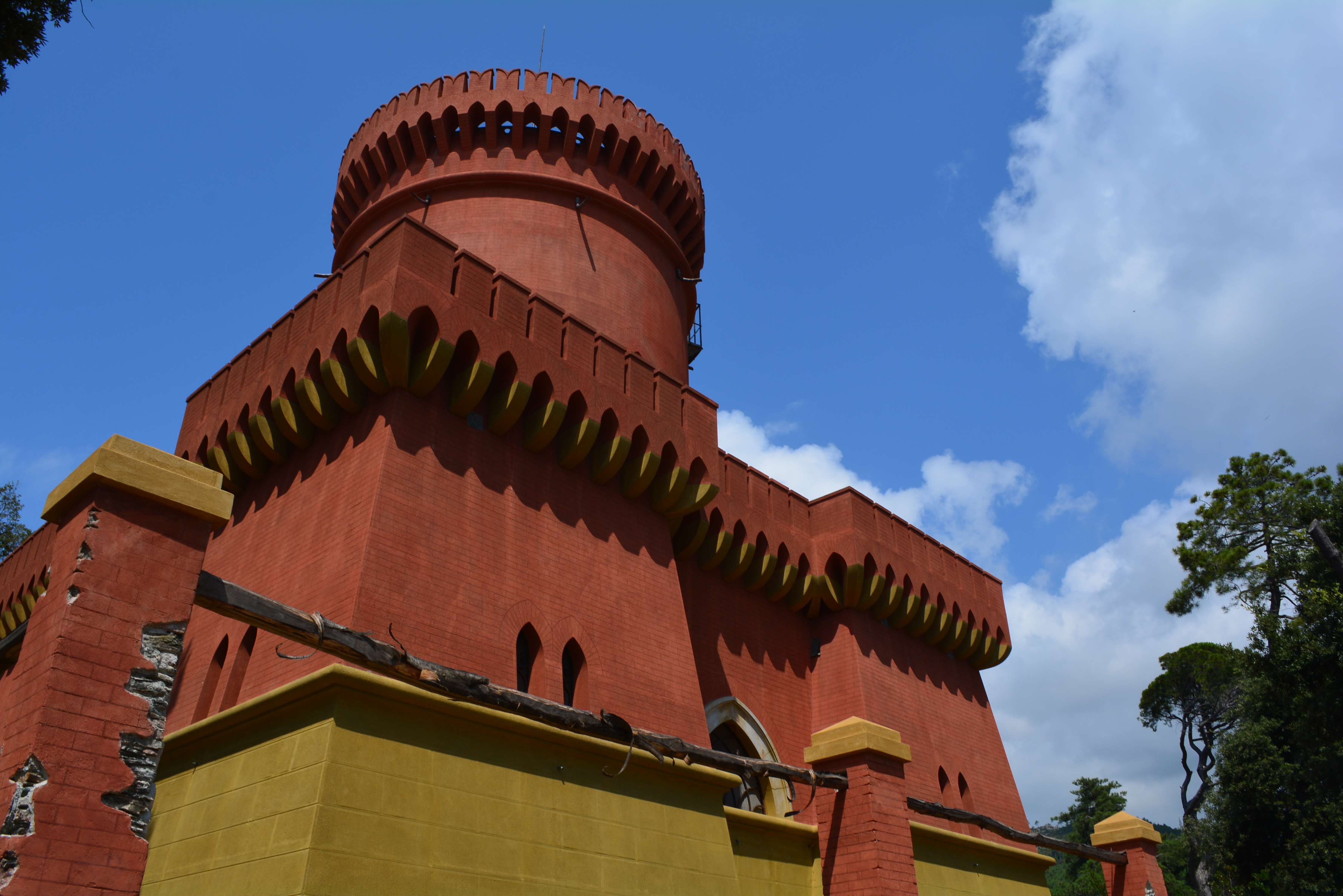
Le château médiéval, demeure mythique du « Capitaine »

Au-dessus de la forêt de camélias, la pente couverte de pins maritimes rejoignait initialement la place des jeux mécaniques (carrousel, grande roue. depuis déplacés). Au haut de la pinède (deuxième acte), de fausses structures médiévales invitent à poursuivre l’histoire : un oratoire néogothique consacré à la Madone, une « cabane suisse » (disparue, mais marquée par un panneau et dont on a des vues anciennes, puis le « château du Capitaine », mythique grand seigneur censé avoir habité ces lieux, enfin le mausolée de ce dernier, accompagné des monuments funéraires de héros tombés à ses côtés, évoquent un épique monde chevaleresque, leitmotiv de la culture romantique,.
Le château, à mur d'enceinte sur plan carré, dont les maçonneries sont volontairement ruinées en partie pour attester de combats mouvementés, comporte une tour centrale cylindrique. L’intérieur est entièrement peint (fausses briques au rez-de-chaussée, et notable décor à l’étage, éclairé de vitraux multicolores).

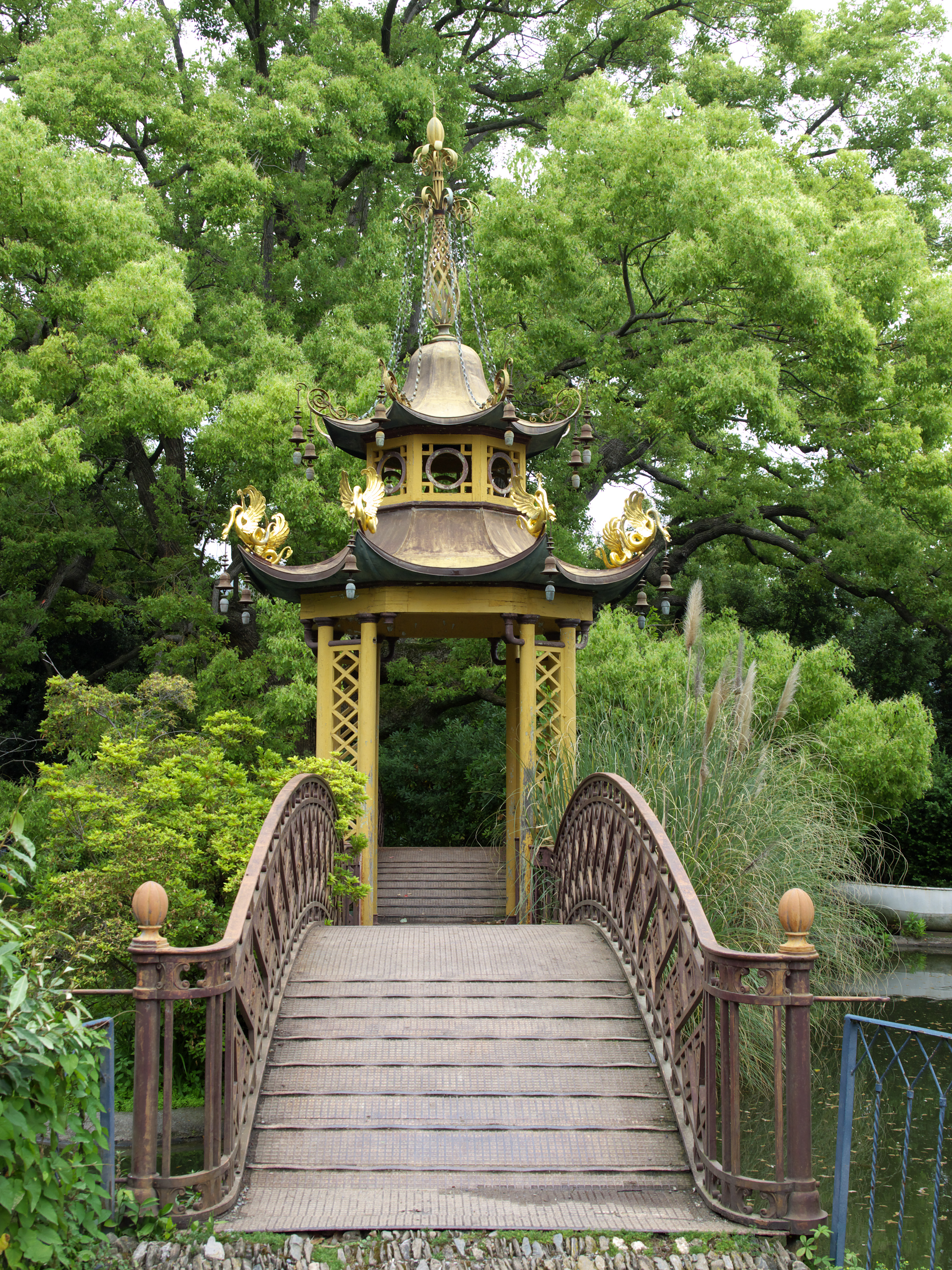
Le pont japonais et la pagode

Le troisième acte est celui de la Purification. Un parcours tortueux et sombre mène à travers une caverne artificielle couverte de stalactites (aujourd’hui inaccessible au public) d'où l'on ne pouvait originellement sortir qu'en barque, conduite par un passeur posté là tout exprès.  Passé cette grotte symbolisant l'Enfer et le Purgatoire dantesques, on arrive au Grand Lac (image devenue emblématique du parc), allégorie cathartique du Paradis. Ici, la maîtrise scénographique de Canzio se révèle pleinement, avec un tempietto néoclassique consacré à Diane qui s'élève au centre de la nappe d'eau, un petit pont en fer, de style oriental, la pagode chinoise, l’obélisque égyptien et le kiosque turc, voisin d’un élégant pont romain qui franchit un précipice. En poursuivant, on arrive au temple de Flore, une construction de plan octogonal ornée de stucs et de vitraux colorés avec, à l’intérieur, un jeu de miroirs qui reproduisent à l’infini le sujet central de la pièce,. Les murs externes sont garnis de charmants bas-reliefs, illustrant notamment les amours de Flore et de Zéphyr, tandis que le gazon d'un jardin est dominé de la statue d'une sylphide ailée.
Dans l’ensemble du parc, on trouve de nombreuses sculptures, attribuées pour la plupart à Giovanni Battista Cevasco, ainsi que des jeux d’eau et des exemplaires d’arbres et de plantes rares.
Le parcours imaginé par Canzio se prête à une double interprétation : du point de vue habituel du visiteur, de pur divertissement, prévalent l’émerveillement, la surprise et l’intérêt pour les paysages naturels variés et les ambiances exotiques.
Mais une autre approche peut être plus ésotérique, inspirée des idées maçonniques du marquis Pallavicini, bien qu’elles ne soient jamais ouvertement affichées. Selon cette interprétation, les déambulations romantiques du parc dissimuleraient un parcours d’initiation maçonnique, avec un message de recherche de la vérité à travers la connaissance. Les points essentiels de ce parcours sont le passage à travers l’arc, avec l’invitation à abandonner les préoccupations quotidiennes pour s’immerger dans le calme de la nature, la connaissance de l’histoire et de la technique, pour approcher, en définitive, la vérité grâce une purification au travers de la grotte sombre et tortueuse, pour déboucher dans la lumière du lac et de ses symboles résumant les diverses cultures de l'Humanité,.

#### Galerie d’illustrations

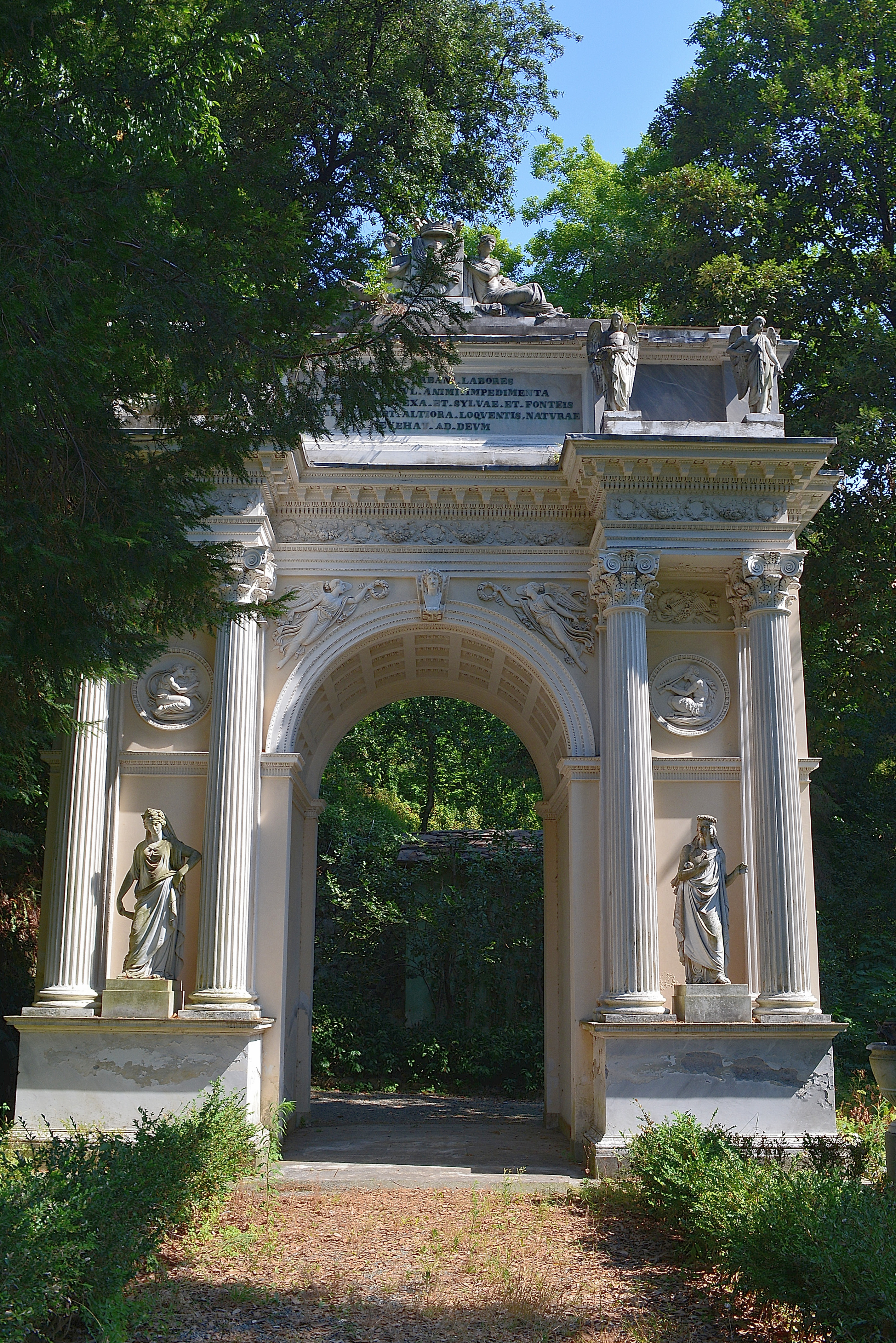
Arc de triomphe
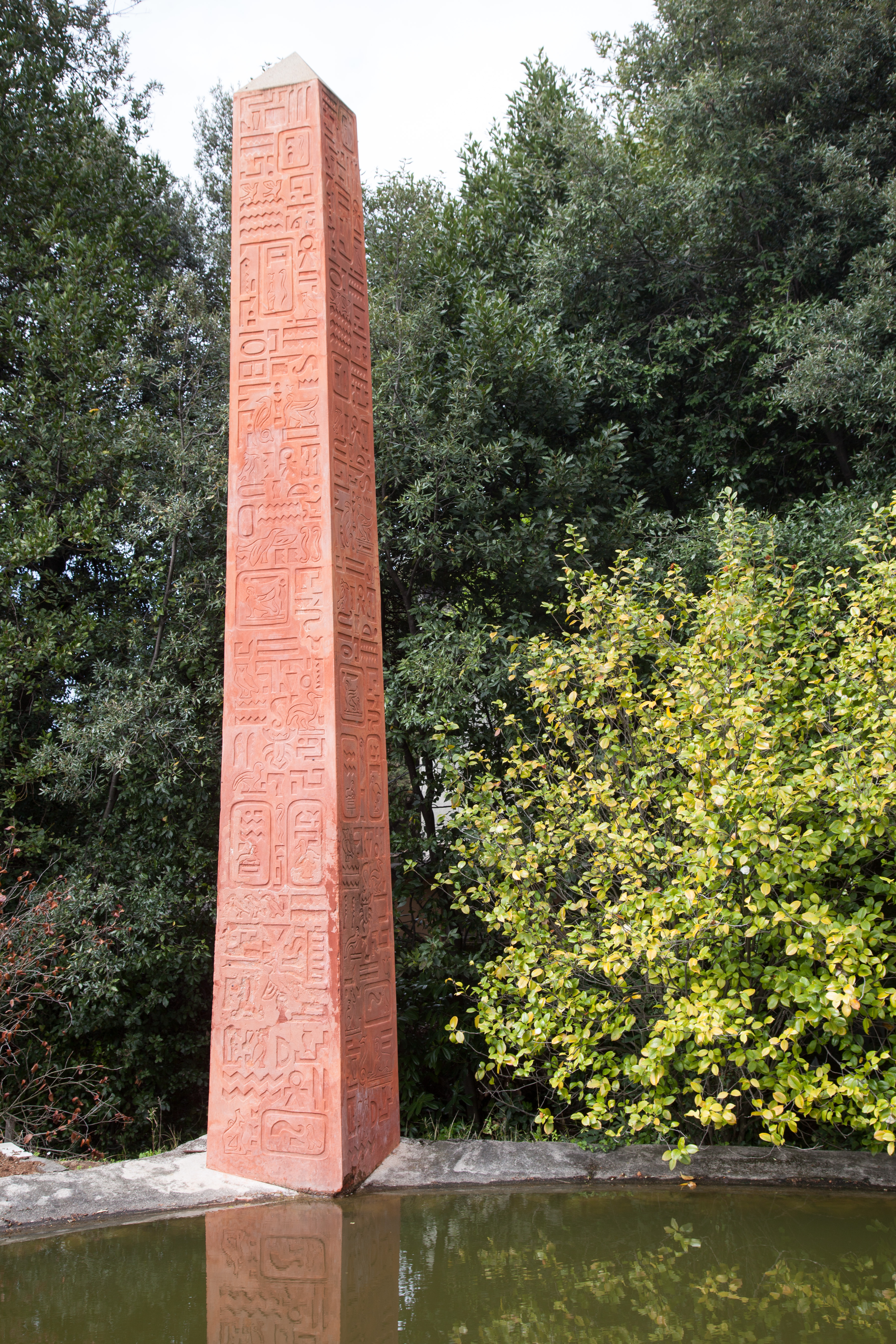
Obélisque égyptien
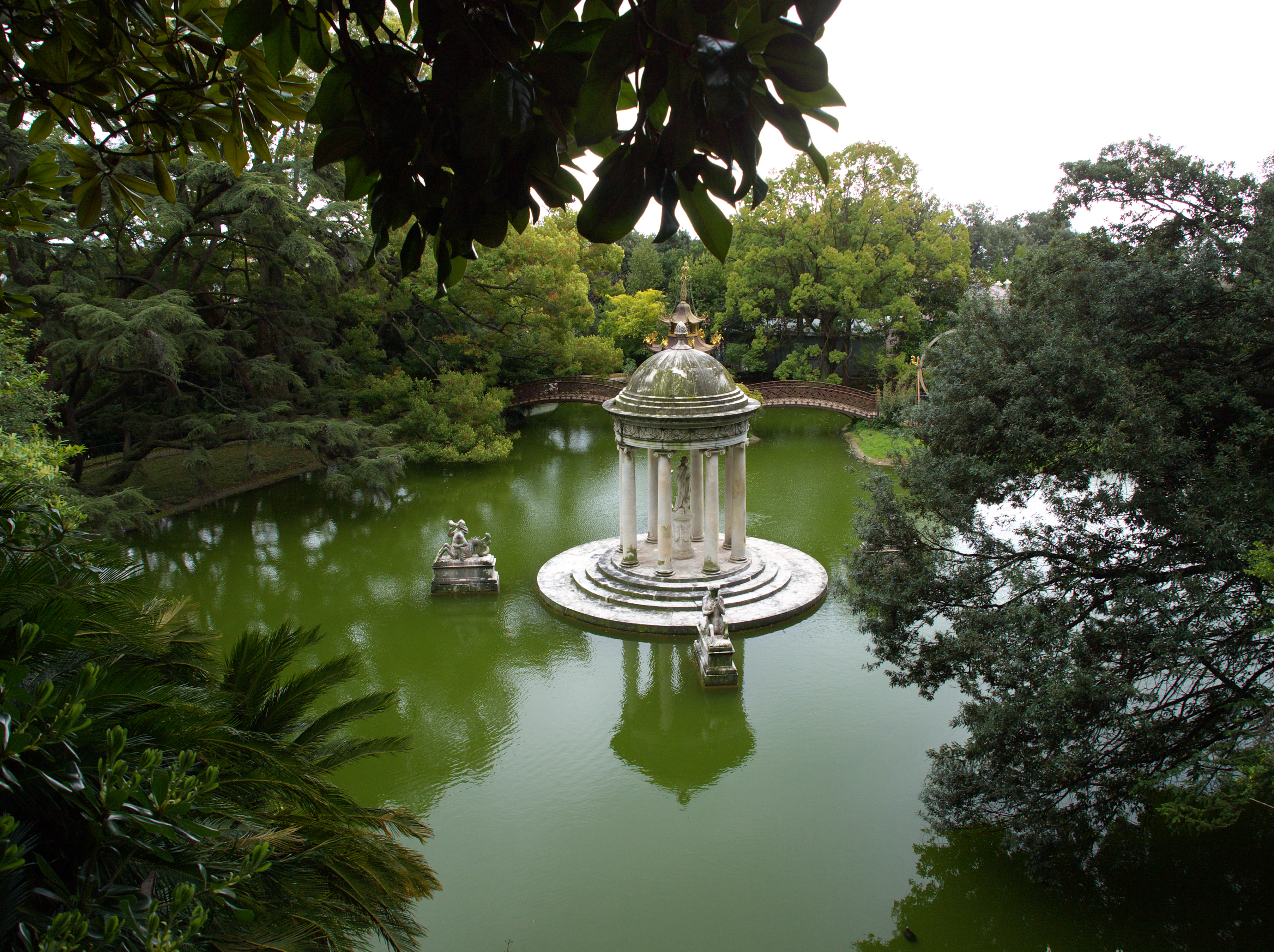
Vue du Grand Lac
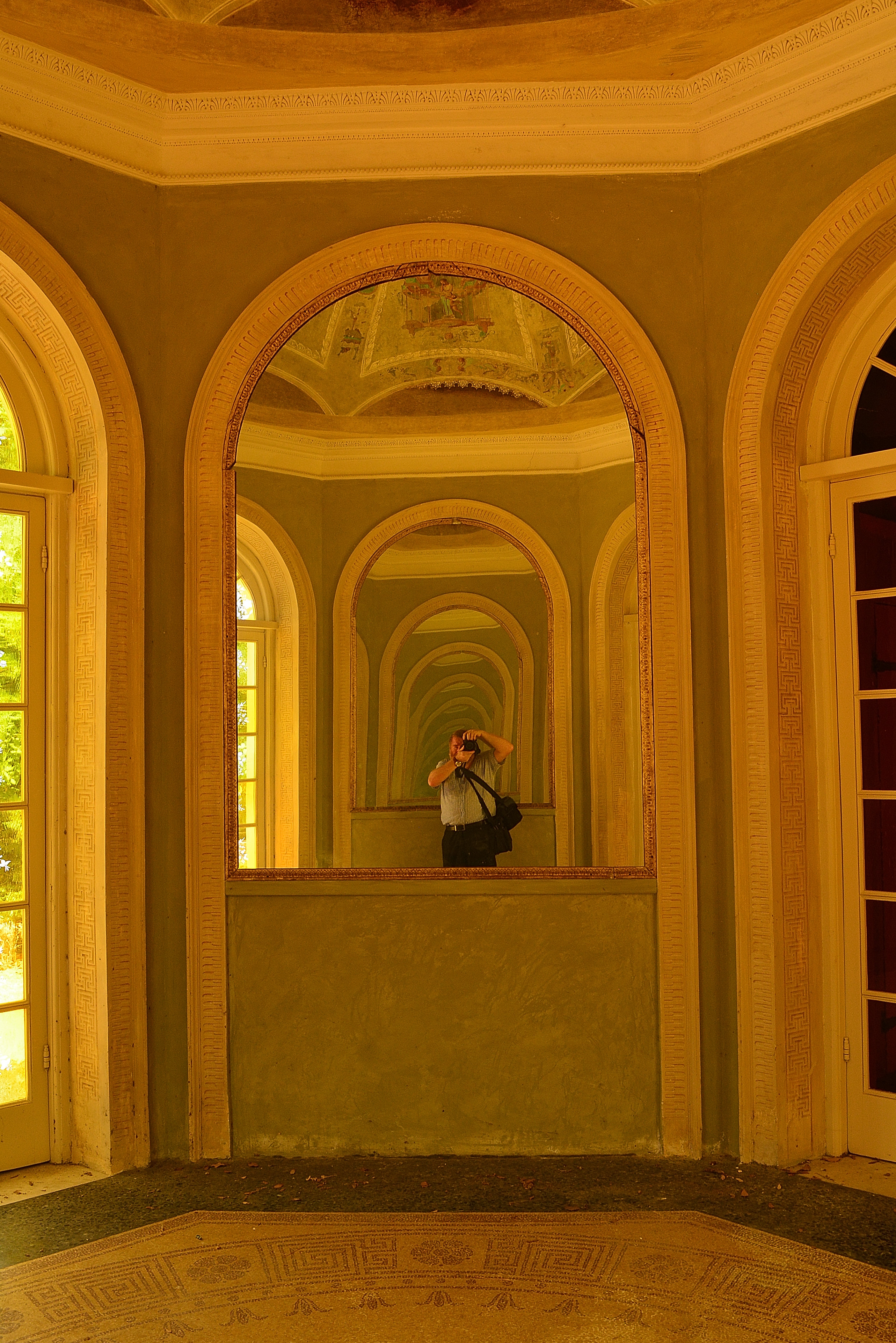
Salle des miroirs au pavillon de Flore
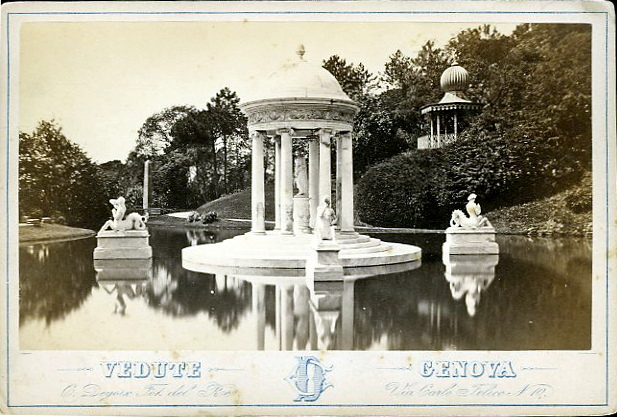
Le pavillon de Diane, photographie de Celestino Degoix, vers 1880.

### Jardin botanique
Voir aussi Jardin botanique Clelia Durazzo Grimaldi

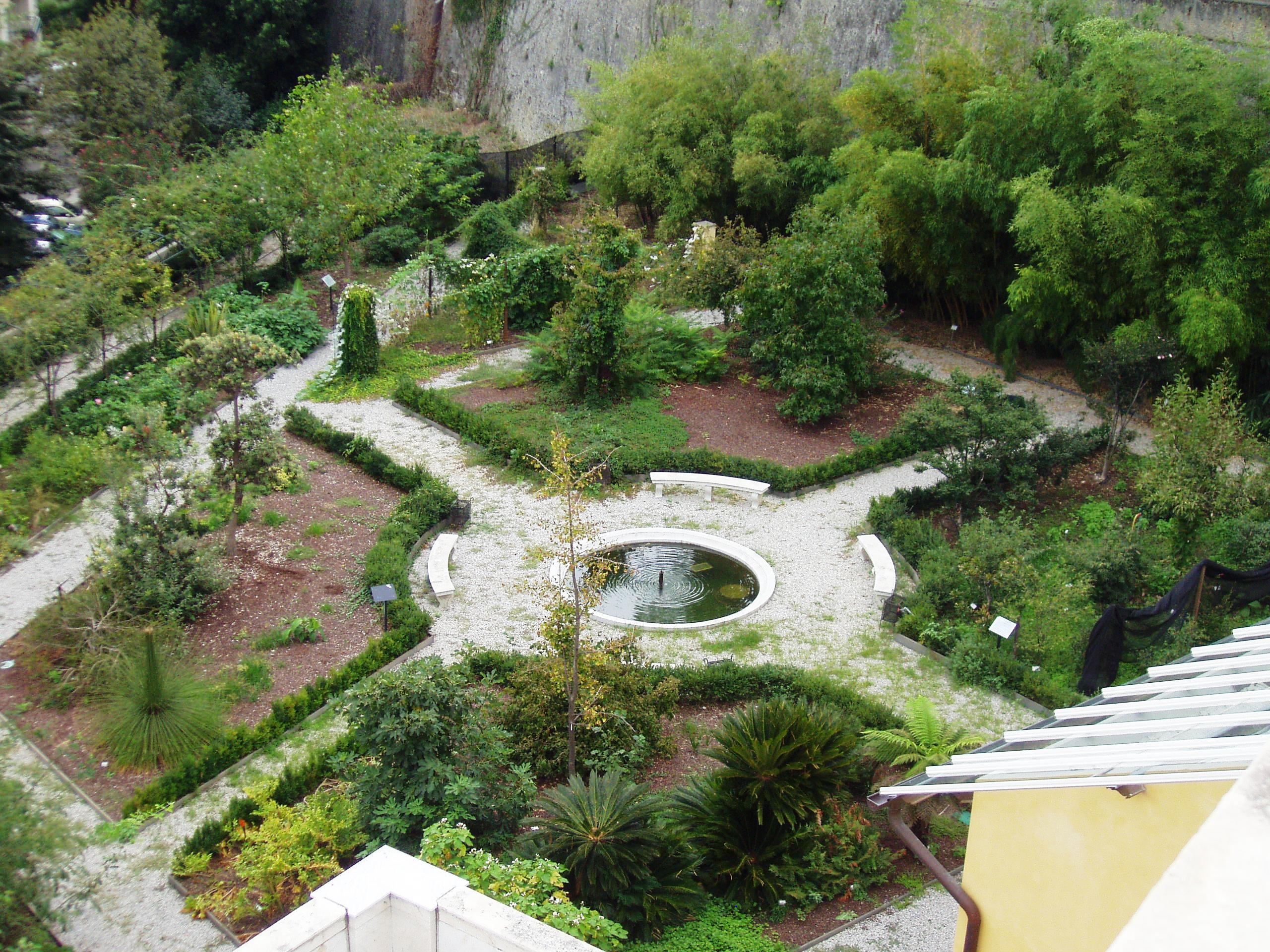
Vue du jardin botanique

Le parc intègre un jardin botanique rappelant la mémoire de Clelia Durazzo qui abrite des collections de plantes exotiques et autochtones disposées selon un itinéraire didactique de grand intérêt pour les spécialistes et pour les simples visiteurs,. Le jardin s’étend sur 4 800 m2 et présente environ 1 500 espèces végétales.
Ce jardin a été réalisé en 1794 par Clelia Durazzo, botaniste de réputation internationale, dans le parc alors encore propriété de son mari Giuseppe Grimaldi,.
Après l’avènement de la République démocratique Ligure, en 1797, les époux Grimaldi passent quelques années à Parme. Rentrée à Gênes, la marquise enrichit la collection d’un grand nombre de plantes provenant du monde entier, et le jardin connaît alors une notoriété internationale. En 1840, Ignazio Pallavicini fait réaliser le parc romantique et le jardin botanique est alors également restauré, mais reste en marge du grand parc.
En 1928, quand l’ensemble du domaine passe à la commune de Gênes, le jardin est utilisé comme pépinière pour la production de plantes et fleurs destinées aux parcs publics de la ville,. Remises en valeur au cours des années 1980, les collections ont été notablement accrues en 1992 lorsque le jardin a été complètement réorganisé et à nouveau ouvert aux visites à caractère didactique. D’autres interventions ont eu lieu en 1994 et en 2004,.

### Musée d’archéologie ligure

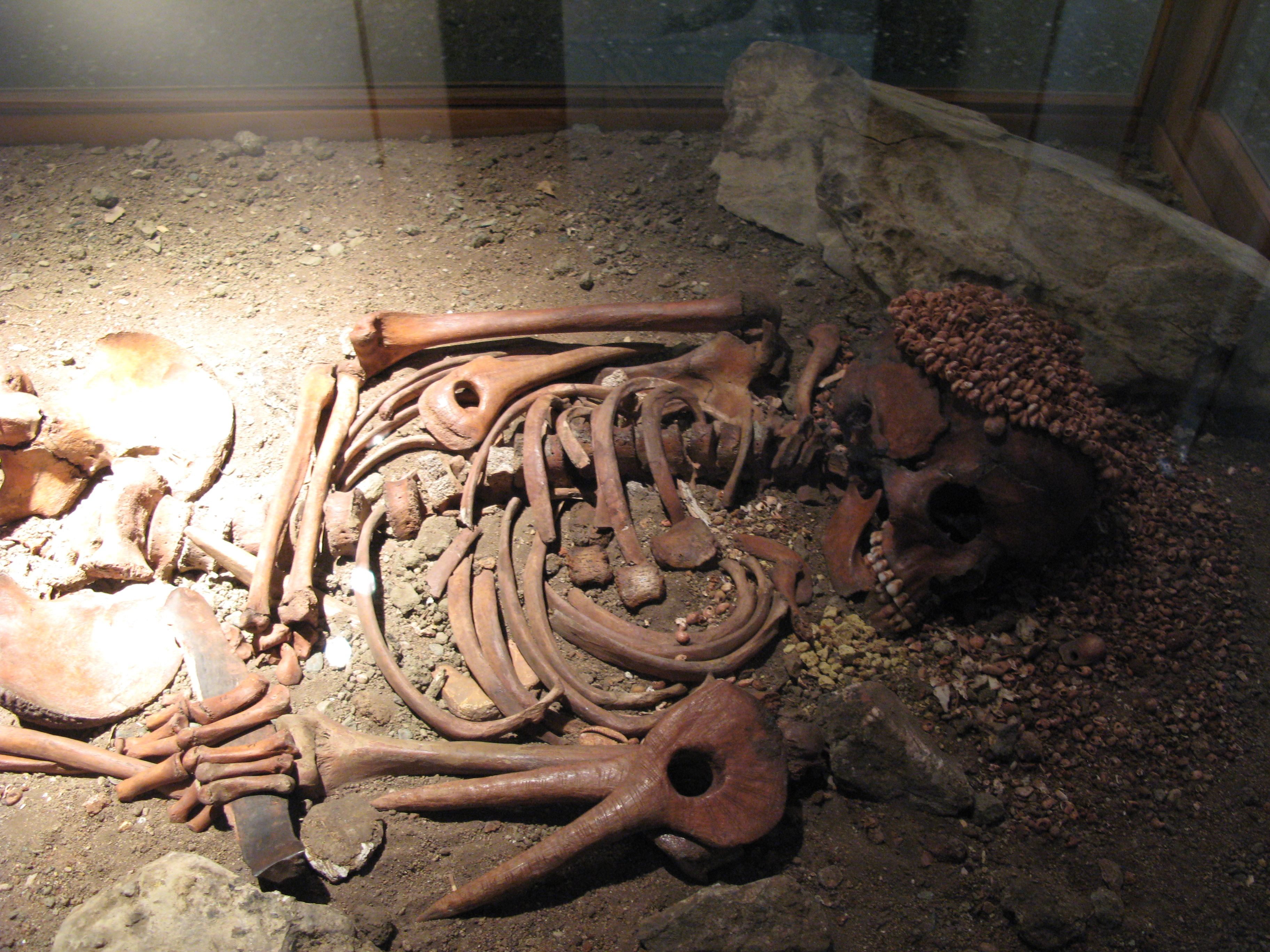
Tombe paléolithique, dite du « Prince »

Le musée d’archéologie ligure logé dans la villa a été inauguré en 1936. Les objets exposés sont répartis selon un parcours qui se développe sur 13 salles, documentant la vie des populations qui ont habité la Ligurie sur une durée de cent mille ans jusqu’à la fin de l’Empire romain, et les changements climatiques intervenus durant cette période, avec des objets provenant des grottes de la Riviera di Ponente, de celles de Troiano, de Finale Ligure. Il y a des sépultures paléolithiques, néolithiques et de l’âge du fer, ainsi que des dépôts funéraires des nécropoles préromaines de Gênes. Outre ces témoignages des populations ligures, sont exposées diverses antiquités d’Égypte provenant de la collection Enrico Alberto d'Albertis et une série de vases antiques donnés à la ville par le prince Oddone di Savoia,,,.
Il faut signaler tout particulièrement une sépulture paléolithique, l'une des  mieux conservées et les plus remarquables d’Europe: celle d’un jeune homme robuste d’une quinzaine d’années, décédé de mort violente, remontant à environ 24 000 ans. Elle est dite « tombe du Prince » en raison de l’extraordinaire richesse du mobilier funéraire et provient de la caverne du Sable Blanc (Caverna delle Arene Candide).
Le musée conserve également la plaque de bronze de Polcevera, témoignage de la vie des populations de l’intérieur des terres de Gênes, du IIIe siècle AC. La stèle de Zignago, par première des nombreuses trouvailles de Lunigiana, figures énigmatiques de héros guerriers de l’âge du bronze,,.

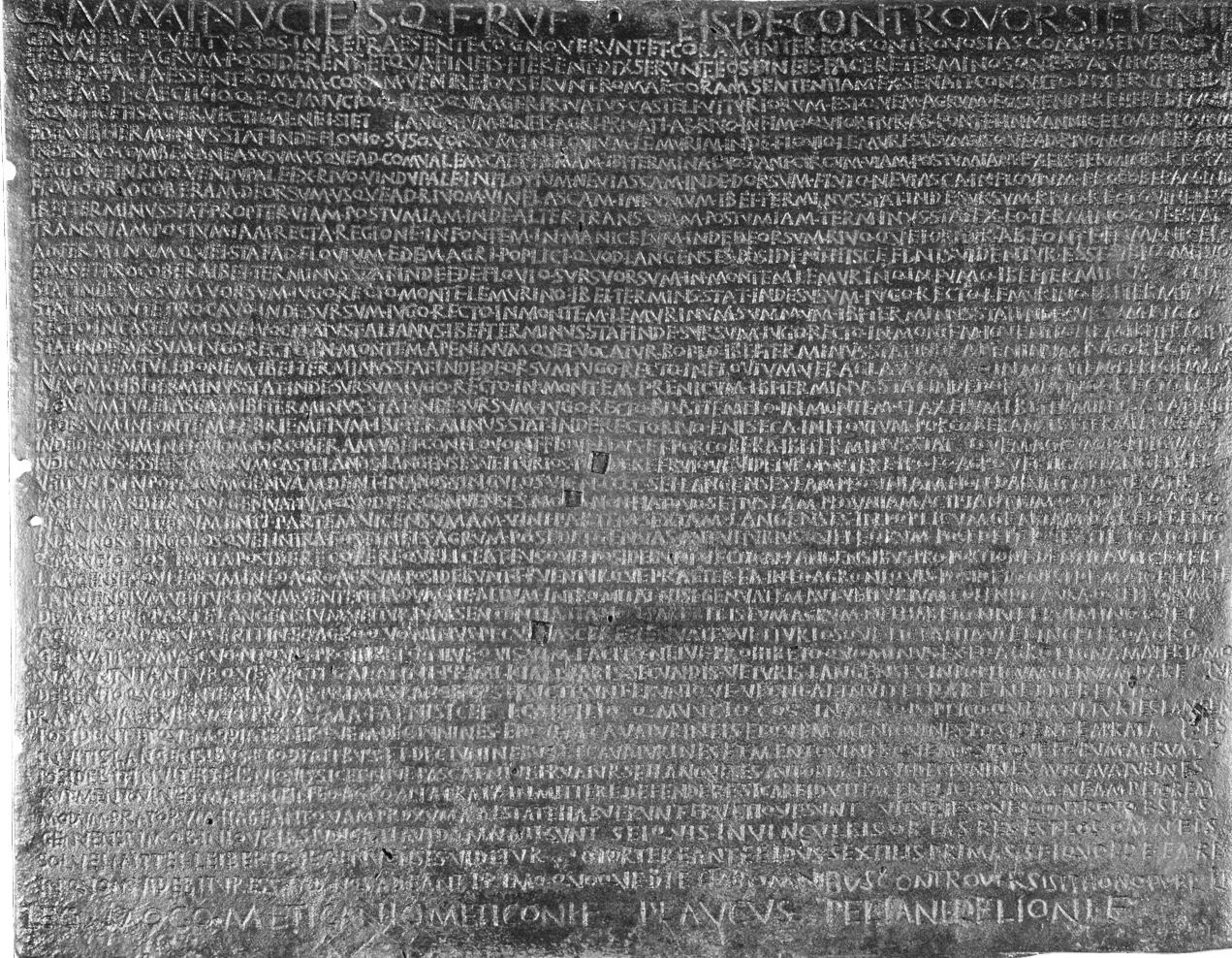
La plaque gravée de Polcevera
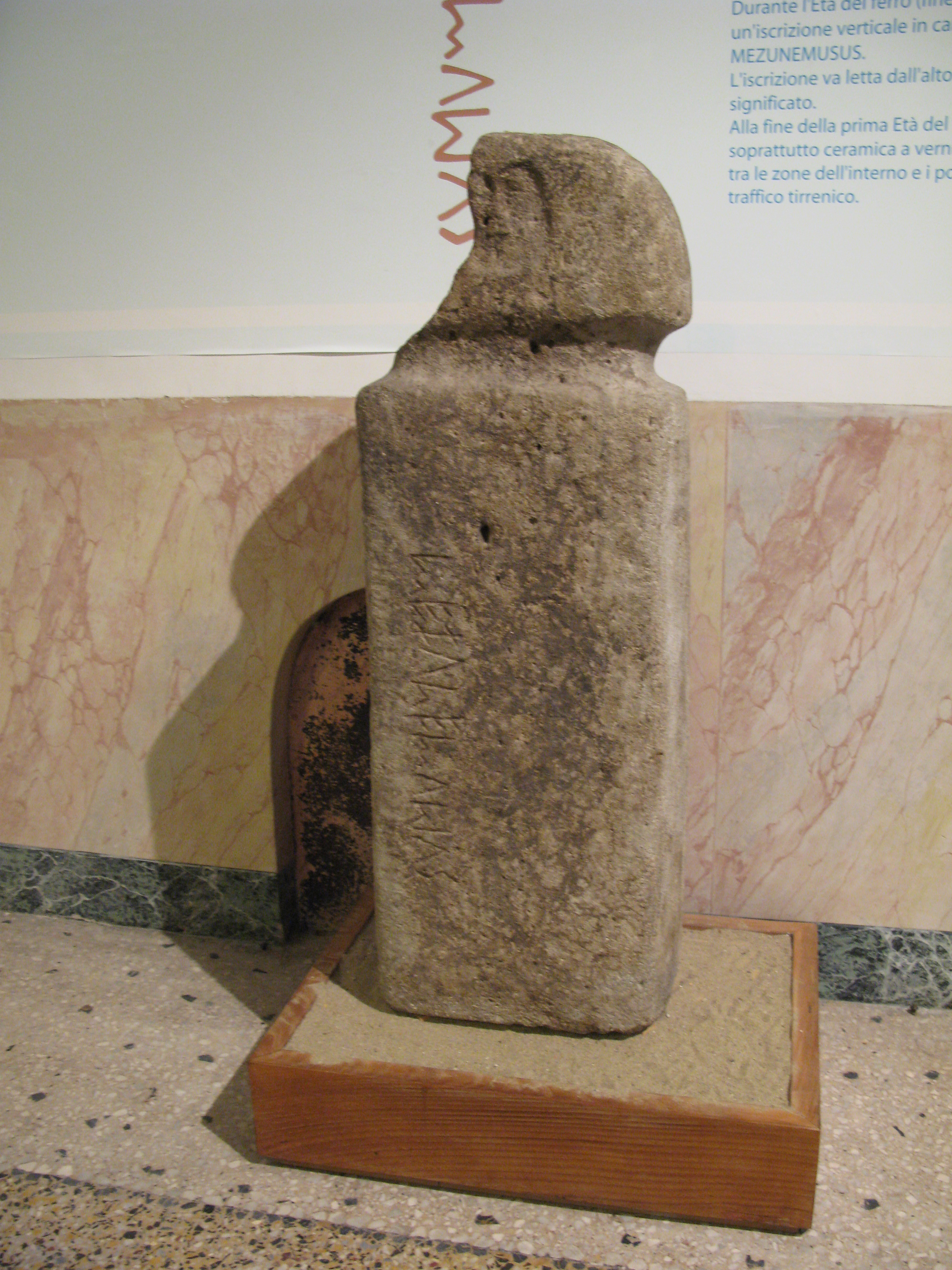
La statue-stèle de Zignago